# Seesaw
Seesaw è un album in studio di cover collaborativo dei musicisti statunitensi Beth Hart e Joe Bonamassa, pubblicato nel 2013.

## Tracce
1. Them There Eyes – 2:31 (Maceo Pinkard, Doris Tauber, William Tracey) – Louis Armstrong
2. Close to My Fire – 5:12 (Peter Hoppe, Stephanie Popp) – Slackwax
3. Nutbush City Limits – 3:34 (Tina Turner) – Ike & Tina Turner
4. I Love You More Than You'll Ever Know – 7:03 (Al Kooper) – Blood, Sweat & Tears
5. Can't Let Go – 4:00 (Randy Weeks) – Lucinda Williams
6. Miss Lady – 4:54 (Buddy Miles) – Buddy Miles
7. If I Tell You I Love You – 3:36 (Melody Gardot) – Melody Gardot
8. Rhymes – 5:03 (Al Green, Mabon "Teenie" Hodges) – Al Green
9. A Sunday Kind of Love – 3:55 (Louis Prima, Barbara Belle, Anita Leonard, Stan Rhodes) – Etta James
10. Seesaw – 3:25 (Don Covay, Steve Cropper) – Aretha Franklin
11. Strange Fruit – 5:45 (Lewis Allen) – Billie Holiday